# Pio I.
Pio I., prema popisu rimskih biskupa Ireneja Lionskog, bio je deseti papa, nasljednik Higina, od 140. do 154.

## Kronologija
Jedini kronološki podatak pomoću kojega se može odrediti trajanje njegova pontifikata smrt je Polikarpa iz Smirne, koja se prilično sigurno smješta između 155. i 156. Za svoga posjeta Rimu, godinu dana prije svoje smrti, Polikarp je ondje kao rimskupa biskupa našao Aniceta, Pijeva nasljednika. Pio je stoga umro oko 154.

## Život
Liber pontificalis kaže da je Pijev otac bio neki Rufin, te da se rodio u Akvileji. Moguće je da je ovdje riječ o običnu nagađanju, jer se tada (kraj 4. stoljeća) znalo za jednog Rufina iz Akvileje. Prema Liberijevu katalogu, a to donosi i Muratorijev kanon (prijepis grčkog izvornika iz 170. godine), Pio je bio brat Herme, autora Hermina pastira, najraširenijeg djela među djelima apostolskih otaca:
Ako su povijesno točne informacije što nam ih Herman daje s pojedinostima o svojem osobnom položaju, da je bio prvo rob, a potom slobodnjak, imali bismo više podataka i o ovom papi. Ipak, čini se da su Hermini podaci o njemu samome puka izmišljotina.
Kako je Pio došao u dodir s novom religijom, nije poznato. Možda je upoznato kršćanstvo upravo u Rimu, kamo je stigao zajedno s bratom i gdje je potom zaređen za prezbitera. O njegovu se kleričkom životu ne zna ništa, osim da je nakon smrti pape Higina, pošto je Crkva tri dana postila i molila, proglašen rimskim biskupom.

### Uvođenje ispovjedi
Smatra se da je Pio I. uveo Svetu ispovijed koja uključuje i pokajanje i oprost.

### Borba protiv krivovjeraca
Njegov je pontifikat bio snažno obilježen nazočnošću u Rimu različitih heretika, jer je taj grad postao istinskim središtem kršćanstva. Gnostik Valentin, koji se pojavio u Rimu još za pape Higina, nastavio je privlačiti učenike, a djelovao je još i Cerdon. Tada je u Rim stigao i Marcion koji je utemeljio i svoju crkvu. Pio je nastavio borbu što ju je započeo već Higin, a u tome mu je pomagao sv. Justin, jedan od najvećih kršćanskih propovjednika, koji je djelovao i kasnije za pape Aniceta.

### Odnosi sa Židovima
Osobitu su važnost imali odnosi sa Židovima. Pio je odredio da oni pripadnici židovskih sljedbi, koji se obrate, budu prihvaćeni u kršćanskoj zajednici i kršteni. Nije sasvim jasno što točno znači taj podatak iz zbirke Liber pontificalis.
Usto, Pio je odredio da se Uskrs ima slaviti prve nedjelje nakon ožujskog punog mjeseca, kako bi ga odijelio od židovske Pashe, koja se slavi na sam dan punog mjeseca. Ovaj će nadnevak kasnije postati točka sukoba između istočne i zapadne Crkve.

## Mučeništvo i štovanje
Prema predaji podnio je mučeništvo u Rimu, no premda ga Crkva štuje kao mučenika, nema povijesnih dokaza o tome događaju. Osim toga, u vrijeme njegova pontifikata, pod carem Antoninom Pijom, nije bilo većih progona kršćana. Pokopan je blizu groba sv. Petra, a spomendan mu je u Katoličkoj Crkvi 11. srpnja.

## Rimski martirologij
U Rimskom martirologiju o njemu piše: